# Проявитель Чибисова
Проявитель Чибисова (стандартный проявитель № 1, СТ-1) — нормальный метол-гидрохиноновый сенситометрический проявитель. Назван по имени разработчика — профессора К. В. Чибисова. Предназначен для обработки негативной чёрно-белой фотоплёнки, фотопластинок и фотобумаги. при фабричном сенситометрическом испытании отечественных негативных и диапозитивных фотопластинок, авиапленок и фотобумаг (ГОСТ 10691.0-84 — 10691.0-84, 10691.5-88 и 10691.6-88).

## Состав
- Метол — 1 г;
- сульфит натрия безводный — 26 г;
- гидрохинон — 5 г;
- карбонат натрия безводный — 20 г;
- калия бромид — 1 г;
- вода — до 1 л.

Проявляющими веществами являются метол и гидрохинон, их пропорции подобраны для обеспечения нормального проявления (проявления средней контрастности). Карбонат натрия является ускоряющим веществом, поскольку создаёт щелочную среду. Калия бромид является противовуалирующим веществом.
Важна последовательность приготовления раствора. Изначально компоненты растворяются в несколько меньшем объёме воды, имеющей температуру 30—45 °C. Компоненты добавляются в указанном порядке только после полного растворения предыдущего компонента.
После растворения всех компонентов добавляется вода до нужного объёма — такой подход используется для получения точных концентраций. Нарушение последовательности может привести к тому, что не все компоненты растворятся, в результате чего параметры и состав проявителя будет искажён. Особенно важна точность параметров проявителя при использовании в сенситометрических целях.
Пагубно влияет на свойства проявителя нарушение соотношения концентраций компонентов относительно друг друга (в результате неправильно взятого количества или ошибок во время процедуры растворения). Общая же концентрация водного раствора влияет на скорость проявления. Поэтому в обычной практике нередко все компоненты, кроме воды, берут в половинном количестве — полученный таким образом проявитель работает медленнее, что облегчает визуальное наблюдение за процессом проявления отпечатков.

## Режим проявления
Проявление ведётся при температуре раствора 20 °C. Время проявления составляет от 6 минут для негативных фотопластинок и плёнки до 1 минуты для хлоробромосеребряной и хлоросеребряной фотобумаги. Для проявки фотобумаги проявитель Чибисова разбавляется водой в пропорции 1:1.